# Amanda Somerville
Amanda Somerville-Scharf (ur. 7 marca 1979 w Flushing, Michigan) – amerykańska wokalistka, autorka tekstów i piosenek, a także nauczycielka emisji głosu. 

## Życiorys
W duecie z niemieckim wokalistą Michaelem Kiske - byłym członkiem formacji Helloween do 2015 roku nagrała dwa albumy studyjne. Od 2000 roku prowadzi także solową działalność artystyczną. Z kolei od 2011 roku tworzy również w ramach autorskiego projektu Trillium. W latach 2003–2004 współtworzyła niemiecki, metal operowy projekt Aina. Od 2003 roku jako muzyk koncertowy i sesyjny współpracuje z holenderską formacją Epica. Do 2016 roku wzięła udział w nagraniach ponad 90 albumów różnorodnych wykonawców.
W 2014 roku wyszła za mąż za holenderskiego muzyka - Sandera Gommansa, znanego z występów w zespole After Forever. Małżeństwo współpracuje w ramach projektu pod nazwą - HDK.

## Wybrana dyskografia
Albumy
| Windows                                 | - Data: 24 listopada 2008 - Wydawca: Hya! Discs       | —  | —  | —   |
| Kiske / Somerville (oraz Michael Kiske) | - Data: 24 września 2010 - Wydawca: Frontiers Records | —  | —  | 273 |
| City of Heroes (oraz Michael Kiske)     | - Data: 17 kwietnia 2015 - Wydawca: Frontiers Records | 41 | 63 | 157 |
| "—" album nie był notowany.             |                                                       |    |    |     |

Inne
| Album                                  | Rok  | Uwagi                                                                    | Źródło |
| -------------------------------------- | ---- | ------------------------------------------------------------------------ | ------ |
| Epica – The Phantom Agony              | 2003 | wokal wspierający, słowa                                                 | [ 11 ] |
| Edguy – King of Fools                  | 2004 | wokal wspierający                                                        | [ 12 ] |
| Edguy – Hellfire Club                  | 2004 | wokal wspierający                                                        | [ 13 ] |
| Epica – Consign to Oblivion            | 2005 | wokal wspierający                                                        | [ 14 ] |
| Edguy – Superheroes                    | 2005 | wokal wspierający                                                        | [ 15 ] |
| Edguy – Rocket Ride                    | 2006 | wokal wspierający                                                        | [ 16 ] |
| Epica – The Divine Conspiracy          | 2007 | wokal wspierający, inżynieria dźwięku, słowa                             | [ 17 ] |
| Avantasia – Lost in Space Part I (EP)  | 2007 | wokal w utworach "Lost in Space" i "The Story Ain't Over"                | [ 18 ] |
| Avantasia – Lost in Space Part II (EP) | 2007 | wokal w utworach "Lost in Space" i "Lost in Space (Alive at Gatestudio)" | [ 19 ] |
| Avantasia – The Scarecrow              | 2008 | wokal w utworach "What Kind of Love" i "The Toy Master"                  | [ 20 ] |
| Epica – Design Your Universe           | 2009 | wokal wspierający, inżynieria dźwięku, słowa                             | [ 21 ] |
| Avantasia – Angel of Babylon           | 2010 | wokal wspierający                                                        | [ 22 ] |
| Avantasia – The Wicked Symphony        | 2010 | wokal wspierający                                                        | [ 23 ] |
| Epica – Requiem for the Indifferent    | 2012 | wokal wspierający, słowa, aranżacje                                      | [ 24 ] |

## Teledyski
| Tytuł                                  | Rok  | Reżyseria      | Album            | Źródło |
| -------------------------------------- | ---- | -------------- | ---------------- | ------ |
| "If I Had A Wish" (oraz Michael Kiske) | 2010 | —              | Kiske/Somerville | [ 25 ] |
| "Silence" (oraz Michael Kiske)         | 2010 | Martin Mueller | Kiske/Somerville | [ 26 ] |
| "Walk On Water" (oraz Michael Kiske)   | 2015 | —              | City of Heroes   | [ 27 ] |
| "City Of Heroes" (oraz Michael Kiske)  | 2015 | —              | City of Heroes   | [ 28 ] |